# Hutnictwo

Symbol hutnictwa. Godło hutnicze: skrzyżowany młotek i kleszcze

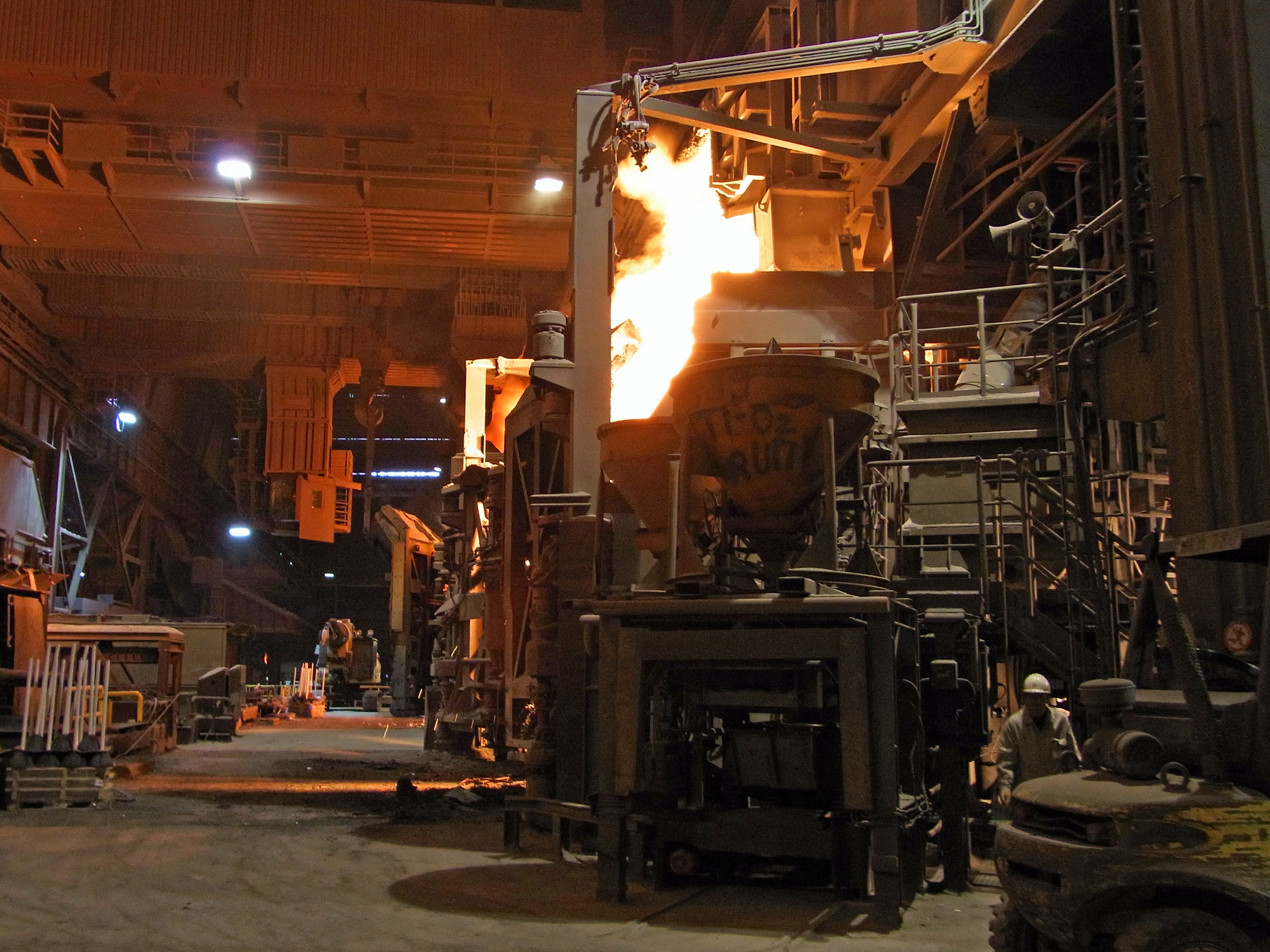
Huta Krupp Mannesmann w Duisburgu

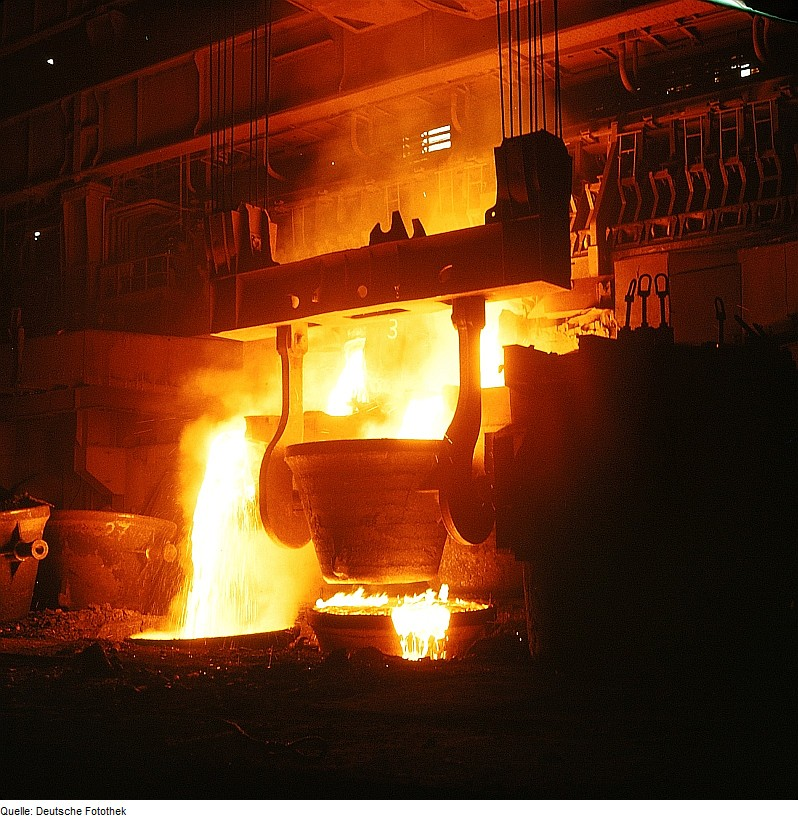
Walcownia w Riesie

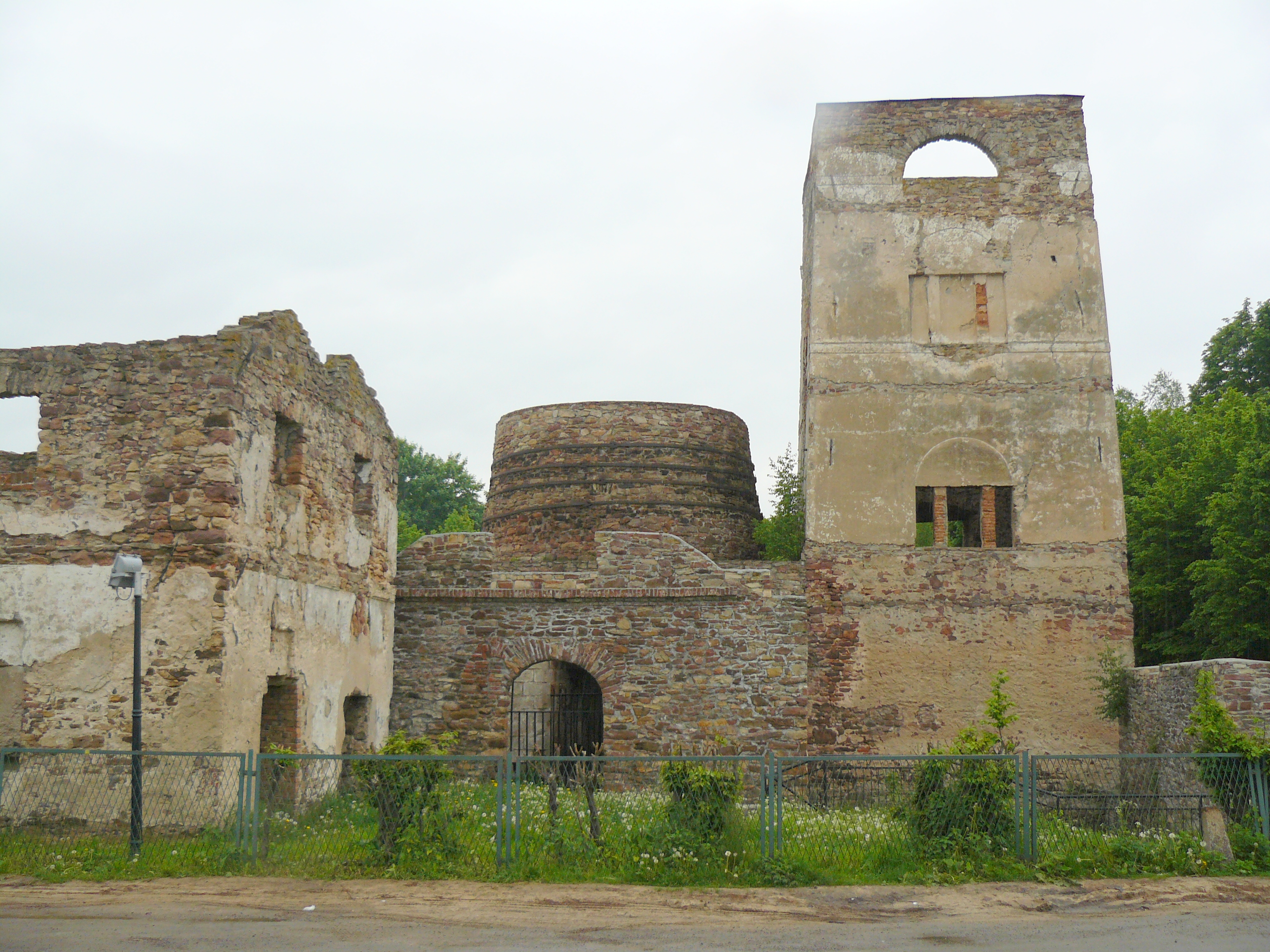
Ruiny huty w Samsonowie

Hutnictwo – gałąź przemysłu zajmująca się wytapianiem metali i ich stopów z rud z domieszką złomu oraz ich obróbką plastyczną na półprodukty i wyroby gotowe. Nauką traktującą o hutnictwie jest metalurgia.
Hutnictwo dzieli się na hutnictwo żelaza i hutnictwo metali nieżelaznych. Istnieje także oddzielna gałąź hutnictwa – hutnictwo szkła – zajmująca się przetwarzaniem związków chemicznych poprzez topnienie w masę szklaną i przetwarzaniem w szkło gospodarcze, techniczne, okienne i artystyczne.
Do połowy XX w. produkcję stali na mieszkańca traktowano jako miernik rozwoju gospodarczego.

## Historia
Funkcje pieców hutniczych pełniły dawniej dymarki. Odbywający się w nich proces dymarkowy znany był od bardzo dawna (w Egipcie około 3000 roku p.n.e., w Europie od około 1000 roku p.n.e., na ziemiach polskich od około IV wieku p.n.e.). Prymitywne piece z naturalnym dmuchem w okresie średniowiecza wyposażone zostały w miechy napędzane ręcznie. Kolejnym etapem rozwoju hutnictwa było zastosowanie miechów i młotów poruszanych energią wody. Warsztaty hutnicze (zwane w Polsce kuźnicami) lokowano nad rzekami i strumieniami. Pierwsze zakłady tego typu pojawiły się w Europie Zachodniej w XII wieku. Około XVI wieku w Niemczech wynaleziono miechy drewniane, co wpłynęło na zwiększenie rozmiarów pieca i zwiększenie jego wydajności.
W drugiej połowie XV wieku zaczęły się upowszechniać bardziej nowoczesne metody wytopu żelaza z użyciem tak zwanego pieca styryjskiego.

### XVII–XVIII wiek n.e.
Pierwsze huty powstawały na bazie pieców funkcjonujących przy kuźnicach. Z tego wczesnego okresu tworzenia się przemysłu hutniczego zachowało się dzieło Officina ferraria spisane w 1612 w języku polskim przez zarządcę kopalń i hut na Śląsku Walentego Roździeńskiego. W swoim dziele autor w poetycki sposób opisał stan XVII-wiecznego górnictwa i hutnictwa na Śląsku, a także obyczaje hutników i górników. Dzieło uznawane jest również za pierwszy polski i jeden z pierwszych w Europie podręczników metalurgicznych.
Rozwijający się szybko przemysł potrzebował coraz większych ilości drewna. Zmniejszające się gwałtownie zasoby drewna i szybko rosnące jego ceny spowodowały, że rozpoczęto próby zastąpienia powszechnie używanego węgla drzewnego węglem kamiennym. Takie eksperymenty podejmowano również w hutnictwie. Sukces odniósł Anglik Abraham Darby, który w 1709 roku wynalazł metodę użycia do wytopu żelaza koksu. Wydarzenie to jest uznawane za początek ery przemysłowej.

### XIX–XX wiek n.e.
W XIX wieku rozpoczął się szybki rozwój hutnictwa w Europie. W 1828 roku James Beaumont Neilson opatentował proces wytopu metali z gorącym dmuchem, w 1857 roku Edward Alfred Cowper opatentował nagrzewnicę dmuchu wielkopiecowego, a w 1839 roku James Nasmyth wynalazł i opatentował młot parowo-powietrzny. W XIX wieku opatentowano także pierwszą przemysłową metodę otrzymywania stali za pomocą tzw. procesu konwertorowego, czyli świeżenia surówek niskofosforowych, metoda ta została wymyślona przez Henry’ego Bessemera w 1856 roku. 20 lat później, w 1878 roku Sidney Gilchrist Thomas opracował sposób wytopu stali przez metodę świeżenia surówki w konwertorach o wyłożeniu zasadowym, jako pierwszy przeprowadził proces świeżenia surówki hutniczej w konwertorach wysokofosforowych.
Na przełomie XIX i XX wieku opracowano proces rafinowania stali w piecach elektrycznych. Na przełomie lat 1952–1953 zastosowano w Austrii konwertorowy proces tlenowy do otrzymywania stali z surówki.

## Hutnictwo w Polsce
Najbardziej znanym starożytnym zagłębiem hutniczym na terenie Polski jest kompleks dymarek świętokrzyskich. W miejscu odkrycia od 1967 organizowane są pokazy procesu wytopu żelaza w piecach dymarskich.
Większość osiedli związanych z hutnictwem metali kolorowych zlokalizowana jest w rejonie Dąbrowy Górniczej. W okresie od drugiej połowy XI wieku aż po drugą połowę XII wieku funkcjonowała tam huta służąca do wytopu ołowiu i srebra. Kolejną grupę stanowią wsie funkcjonujące w XII i XIII wieku wokół dawnych miejsc kultu pogańskiego, zlokalizowane w rejonie Gór Świętokrzyskich czy góry Ślęży.
Duże skupisko hut oraz powstałych obok nich manufaktur metalowych w Rzeczypospolitej Obojga Narodów znajdowało się w Zagłębiu staropolskim, o czym zadecydowała obfita obecność rud żelaza na tym terenie. Z 35 wielkich pieców hutniczych działających w Polsce w XVIII wieku umiejscowionych było tam 27 tego typu ośrodków produkcyjnych, które wytwarzały około 80% krajowej produkcji żelaza. Innym ważnym ośrodkiem jego produkcji był ośrodek hutniczy w okolicach Końskich w województwie świętokrzyskim stworzony przez szlachecki ród Małachowskich herbu Nałęcz, którzy sprowadzili fachowców hutnictwa ze Śląska.
Ruiny najstarszej huty w Polsce znajdują się w miejscowości Samsonów w województwie świętokrzyskim. Na przełomie XVI i XVII wieku dzierżawcy z rodziny włoskich przemysłowców Cacciów z Bergamo, których sprowadził król Zygmunt III Waza, przekształcili istniejącą tam kuźnicę w nowoczesną hutę. Hieronim Caccio zaprojektował nowy, wielki piec. Zakład Cacciów nastawiony był głównie na produkcję broni dla wojska i produkował szyszaki, pancerze, piki, pałasze oraz broń palną, w tym działa. W 1633 prawa do huty Cacciowie odstąpili Bernardowi Servalliemu, Piotrowi Gianottiniemu i Janowi Gibboniemu. Dnia 21 marca 1661 jak podawała najstarsza polska gazeta, Merkuriusz Polski Ordynaryjny, król Jan II Kazimierz Waza obserwował w Samsonowie lanie dział dla wojska. W 1735 roku Abraham Darby I jako pierwszy wytopił surówkę stosując koks.
Najstarsza funkcjonująca huta żelaza na terytorium obecnej Polski (Huta „Małapanew”) znajduje się w Ozimku w województwie opolskim. Została założona decyzją władz pruskich po zakończeniu drugiej wojny śląskiej w roku 1754 w celu produkcji kul armatnich i granatów.
W 1957 zbudowano w Warszawie hutę stali szlachetnych, a w 1976 roku uruchomiono Hutę „Katowice” w Dąbrowie Górniczej. W Dąbrowie Górniczej działa również mikrohuta wytwarzająca m.in. implanty chirurgiczne. Na początku lat 90. w Polsce przeprowadzono restrukturyzację przemysłu hutnictwa m.in. poprzez zastępowanie pieców martenowskich piecami elektrycznymi.

## Święto hutnicze
4 maja, w dniu świętego Floriana, patrona hutników i strażaków, obchodzony jest Dzień Hutnika.